# Netopýr ušatý
Netopýr ušatý (Plecotus auritus) je savec přizpůsobený letu a jeden z druhů netopýra, kterých v České republice ubývá.

## Popis
Obývá severní oblast Eurasie, od Anglie a Francie až po Koreu a Japonsko. Jeho charakteristickým znakem jsou výrazné ušní boltce. Je velice podobný netopýru dlouhouchému (Plecotus austriacus), s kterým byl jednu dobu považován za jeden druh a s kterým je i dodnes často zaměňován.
Svrchní část těla je hnědá, na bílých bocích mívá obvykle žlutavé a černé skvrny, tragus je světlý, palec křídla je větší než 6 mm. Dosahují hmotnosti 5–11 g, délky těla 41–52 mm, ocasu 37–55 mm a předloktí 36–42 mm. Největší charakteristikou jsou však jeho velké ušní boltce, které dosahují 31–41 mm a které rod Plecotus spolehlivě odlišují od ostatních netopýrů. . Dožívá se 12 let.

## Způsob života

### Zimování
Přes zimu upadají do zimního spánku, při kterém mají uši složené pod křídly a jdou vidět pouze tragy. Je zavěšen za čtyři drápky zadních končetin hlavou dolů s létající blánou přiloženou k tělu. Zimuje nejčastěji v jeskyních, dutých stromech a na půdách.

### Zvuky
Netopýr ušatý vydává sice echolokační signály, ale jsou velice tiché, nejčastěji při 50 nebo 35 kHz, rychle za sebou (20/s); běžnou technikou nejde od sebe rozlišit netopýra ušatého a dlouhouchého.

### Úkryt
Tento druh se spíše jeví jako typický obyvatel jeskyní, ale často hřaduje také na stromech, zejména v nížinách a pahorkatinách, vyhýbá se městům. Žijí v letních koloniích čítající 5–30 samic ve štěrbovitých úkrytech na půdách.

### Získávání potravy
Loví převážně v lese, často i ve dne a to většinou můry a jiné noční motýly, housenky, škvory, dvoukřídlé nebo pavouky. Tím pomáhá udržovat rovnováhu v přírodě. Při lovu využívají svůj dobře vyvinutý sluch. Není dobrý letec, létá nízko a pomalu (15 km/h). Netopýr vydává různé zvuky, které se odrážejí od okolních předmětů.